# North Pembroke
North Pembroke é um lugar designado pelo censo localizado no condado de Plymouth no estado estadounidense de Massachusetts. No Censo de 2010 tinha uma população de 3.292 habitantes e uma densidade populacional de 286,66 pessoas por km².

## Geografia
North Pembroke encontra-se localizado nas coordenadas 42° 05′ 52″ N, 70° 47′ 00″ O. Segundo a Departamento do Censo dos Estados Unidos, North Pembroke tem uma superfície total de 11.48 km², da qual 11.48 km² correspondem a terra firme e (0.05%) 0.01 km² é água.

## Demografia
Segundo o censo de 2010, tinha 3.292 pessoas residindo em North Pembroke. A densidade populacional era de 286,66 hab./km². Dos 3.292 habitantes, North Pembroke estava composto pelo 94.93% brancos, o 0.7% eram afroamericanos, o 0.15% eram amerindios, o 1.85% eram asiáticos, o 0% eram insulares do Pacífico, o 0.67% eram de outras raças e o 1.7% pertenciam a duas ou mais raças. Do total da população o 1.18% eram hispanos ou latinos de qualquer raça.